# NGC 7030
NGC 7030 (również PGC 66283) – galaktyka spiralna z poprzeczką (SBab), znajdująca się w gwiazdozbiorze Koziorożca. Odkrył ją Francis Leavenworth 3 września 1885 roku.